# Malešič
Malešič je priimek več znanih Slovencev:
- France Malešič (1921—2020), zdravnik, alpinist in gorski reševalec, publicist, maketar...
- Irena Malešič
- Ivan (Janko) Malešič (*1934), farmacevt
- Ivan Malešič, klinični biokemik
- Janko Malešič (1799—?), čebelarski strokovnjak
- Jože Malešič (*1945), matematik
- Marjan Malešič (*1960), obramboslovec, univ. prof.
- Martina Malešič (*1982), zgodovinarka arhitekture
- Mateja Malešič, farmacevtka
- Matevž Malešič, veslač
- Matic Malešič, alpinist .. ?
- Matija Malešič (1891—1940), pravnik in pisatelj
- Matija Malešič (*1933), pravnik, politik, diplomat
- Jasna Malešič (*1975), kemičarka in restavratorka